# Laura Boldrini
Pour les articles homonymes, voir Boldrini.
Laura Boldrini (/ˈlaura bolˈdriːni/), née le 28 avril 1961 à Macerata, est une journaliste et femme politique italienne.
Ancienne porte-parole du Haut Commissariat des Nations unies pour les réfugiés, elle est élue députée sous les couleurs du parti Gauche, écologie et liberté (SEL) en 2013. Elle devient ensuite présidente de la Chambre des députés jusqu'en 2018.

## Biographie

### Études et carrière de journaliste
Diplômée, en 1985, d'une licence en droit qu'elle obtint à l'université La Sapienza de Rome, Laura Boldrini part travailler dans une rizière au Venezuela. De retour en Italie, elle est embauchée par la Radio-télévision italienne (RAI) comme journaliste. D'une union avec un confrère, Luca Nicosia, duquel elle est aujourd'hui divorcée, Laura Boldrini donna naissance, en 1993, à une fille, Anastasia. Elle est, depuis 2008, la compagne du journaliste Vittorio Longhi.
Ayant quitté la RAI, elle rejoint le service radio de l'Organisation des Nations unies pour l'alimentation et l'agriculture (FAO), puis devient porte-parole du Programme alimentaire mondial (PAM) en 1992. Six ans plus tard, elle est nommée pour exercer cette fonction auprès du Haut Commissariat des Nations unies pour les réfugiés (UNHCR).

### Porte-parole de l'UNHCR
Également coordinatrice des activités d'informations du haut commissariat en Europe méridionale, Laura Boldrini collabore en outre avec repubblica.it sur les thèmes liés à la coopération en tenant notamment un blog, intitulé « Popoli in fuga » (Peuples en fuite).
Dans l'exercice de ses fonctions, elle a souvent alerté ses confrères sur l'usage inapproprié du mot « clandestin » afin d'indiquer les migrants qui atteignent sur des barques les côtes italiennes, quand ils ne meurent pas pendant la traversée : « Quand on estampille un migrant comme un clandestin, ce n'est pas un problème de sémantique mais on fait un choix politique » car « il est évident que la personne qui fuit une guerre ou une persécution n'a pas le temps d'emporter avec soi ses papiers ».
En 2009, elle fait l'objet de dures attaques du ministre italien de la Défense, Ignazio La Russa, pour lequel « soit elle est inhumaine — ce dont [il] l'accuse —, parce qu'elle prétend que nous les gardions enfermés pendant des mois renfermés dans les centres pour ensuite les expulser, soit elle est criminelle, parce qu'elle veut contourner la loi et elle veut qu'une fois en Italie, ils s'échappent et s'éparpillent sur le territoire [italien] ». Il ajoute que « Boldrini est réputée être une adhérente de Refondation communiste et porte le nom de famille d'un chef connu des partisans, très respectable, à vrai dire ». En avril 2010, elle publie chez Rizzoli Tutti indietro (« Tous en arrière »), un essai dans lequel elle présente son parcours et défend ses convictions et son combat.
Laura Boldrini s'est montrée critique, en 2012, de la politique migratoire menée par le gouvernement de Mario Monti, qu'elle accuse de ne pas prendre suffisamment de distance vis-à-vis des mouvements politiques favorables à l'expulsion des étrangers sans papiers.

### Présidente de la Chambre des députés

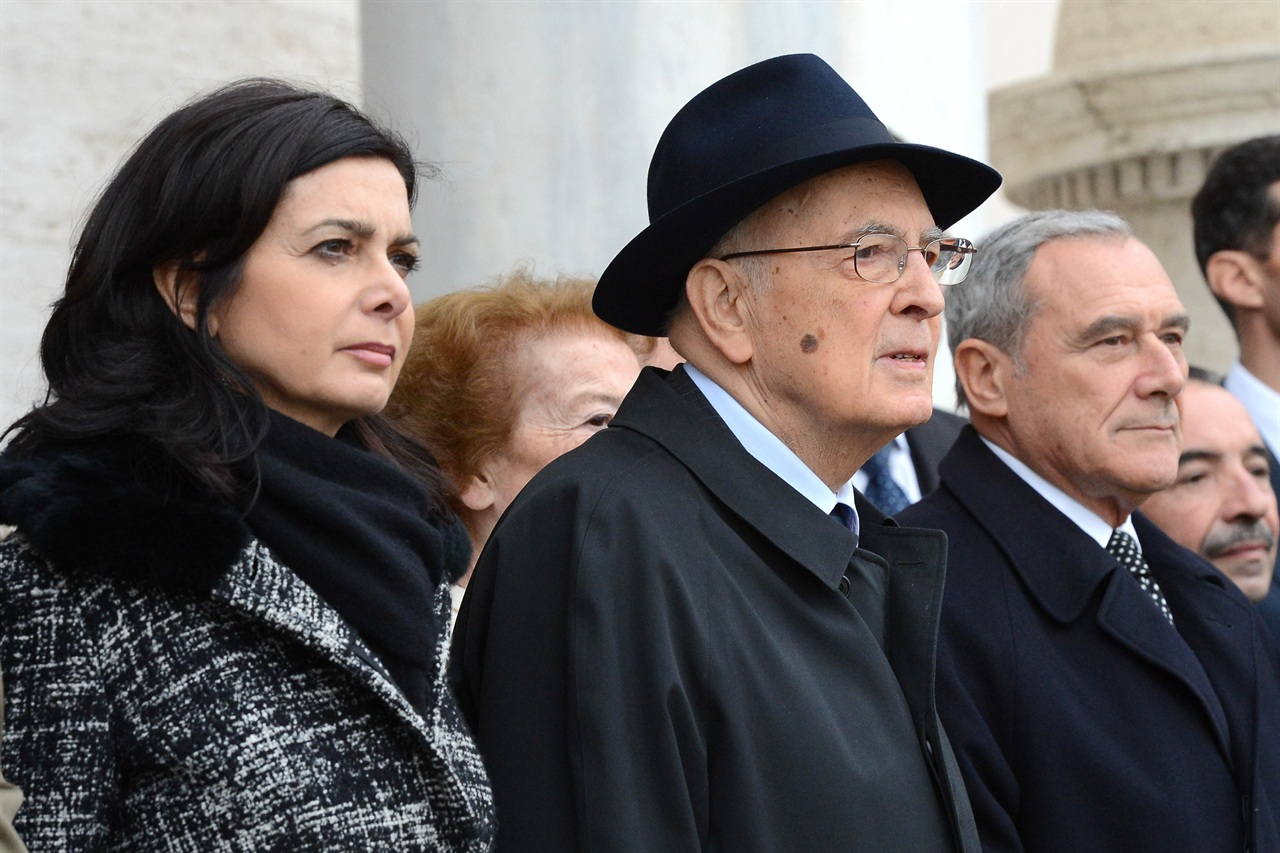
Laura Boldrini (gauche), Giorgio Napolitano (centre) et Pietro Grasso (droite), le jour de l'Unité italienne, le 17 mars 2013.

Candidate aux élections législatives, Laura Boldrini est élue députée pour la circonscription de Sicile, sur la liste du mouvement Gauche, écologie et liberté (SEL), mené par le président des Pouilles, Nichi Vendola, lors du scrutin parlementaire des 24 et 25 février 2013. Proposée comme candidate par la coalition Italie. Bien commun menée par le secrétaire du Parti démocrate, Pier Luigi Bersani, elle est élue présidente de la Chambre des députés, le 16 mars ; au quatrième tour de scrutin, Boldrini a recueilli 327 suffrages sur 618, contre 108 suffrages au candidat du Mouvement 5 étoiles, Roberto Fico, 19 voix diverses, 10 votes nuls et 155 votes blancs. Elle est ainsi la troisième femme, après Nilde Iotti, du Parti communiste italien, et Irene Pivetti, de la Ligue du Nord, à être élue à la troisième charge de la République.
Dans son discours d'investiture, la nouvelle présidente de la Chambre, qui dit vouloir être « la présidente de tous [les députés] », évoque l'engagement européen de l'Italie, rend hommage au récent pape François comme au président de la République, Giorgio Napolitano, « gardien rigoureux de l'unité du pays et des valeurs de la Constitution républicaine ». « Nous devons faire de cette Assemblée la maison de la bonne politique » déclare Laura Boldrini, appelant ses collègues à la transparence comme à la sobriété qu'elle considère comme « un devoir » vis-à-vis des Italiens qui doivent trouver au palais Montecitorio « le lieu de citoyenneté des plus nécessiteux ». Si son discours est salué par le centre-gauche de l'échiquier politique, l'élection de cette femme engagée dans les causes humanitaires est en revanche accueillie d'une manière plus nuancée par les députés proches de l'ancien président du Conseil, Silvio Berlusconi.

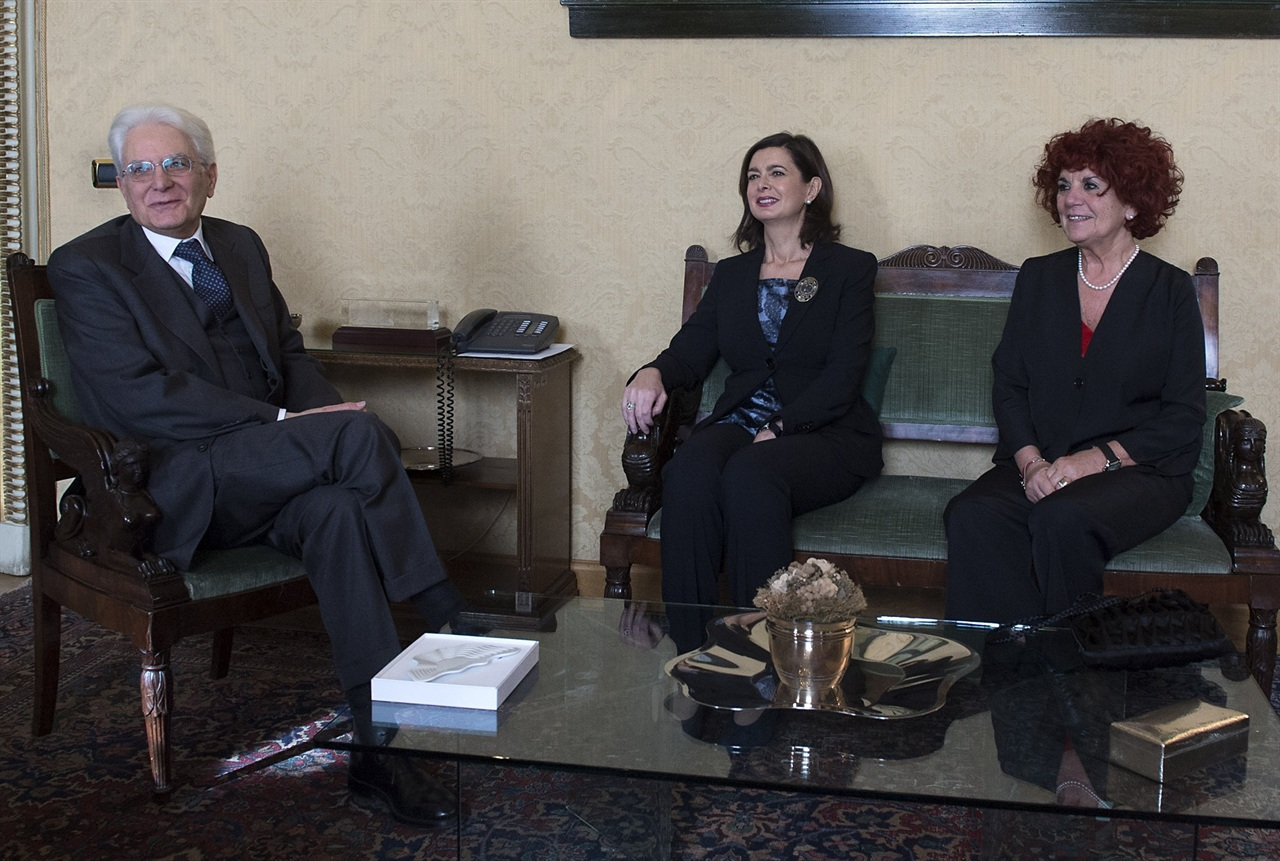
Sergio Mattarella, élu président de la République italienne, Laura Boldrini et Valeria Fedeli, le 31 janvier 2015 à Rome.

Quatre jours après son élection à la présidence de la Chambre, paraît son second livre, Solo le montagne non si incontrano mai. Storia di Murayo e dei suoi padri, dans lequel elle conte l'histoire d'une enfant somalienne, gravement malade, qu'un militaire italien a fait venir en Italie en 1994 et qui après 14 ans reconnait son père dans un épisode de l'émission Chi l'ha visto ?, où, encouragée par sa famille d'adoption sicilienne, elle reprend contact avec son père.
Du 18 au 20 avril, Laura Boldrini, en sa qualité de présidente de la Chambre des députés, a présidé le collège électoral pour l'élection du président de la République ; un scrutin historique, puisqu'il eut pour issue la réélection du chef de l'État sortant, Giorgio Napolitano, jamais un président sortant n'ayant été reconduit dans ses fonctions depuis 1946. Le 22 avril, c'est elle qui préside de facto l'investiture du président réélu.
Le 22 juin 2013, Laura Boldrini participe à la Gay Pride de Palerme ; c'est la première fois qu'un président de la chambre basse manifeste explicitement, de cette manière, son soutien pour la cause de la communauté LGBT.
Après son élection en 2013, elle ciblée par des campagnes de harcèlement sexiste : Beppe Grillo poste sur Facebook une vidéo demandant « Que lui feriez-vous si elle était dans votre voiture ? », suscitant de nombreux commentaires sexistes annulés ensuite par les équipes du M5S. D'autres hommes politiques, dont Matteo Salvini ou Matteo Camiciottoli (maire LN de Pontinvrea), ont renchéri. Les réseaux sociaux voient déferler des insultes et des images d’elle décapitée ou violée. Cette période est relatée dans le film Je vous salue salope, sur le cyberharcèlement sexiste.
À partir du 29 janvier 2015, Laura Boldrini présidera de nouveau le plénum pour l'élection du président de la République, convoquée après la démission du président Napolitano. C'est la première fois dans l'histoire de la République italienne qu'un président de la Chambre des députés se retrouve deux fois de suite chargé de présider à l'élection du chef de l'État.
En juillet 2017, le Parti démocrate fait débattre à la Chambre une proposition de loi, réprimant par des peines de prison la propagation de textes et d'images relatifs au fascisme. Quand Laura Boldrini évoque le fait que les résistants peuvent se sentir « offensés par les monuments fascistes », de nombreux journaux s'indignent : « Elle demande la démolition des trois quarts de l’Italie, si l’on compte les bâtiments publics, les maisons populaires, les ports, les aéroports, les rues, les hôpitaux, les monuments, et j’en passe ! » Pour L'Espresso, « l’intolérance ne se combat pas à coup d’interdictions », mais en « cultivant la passion du passé et de la vérité historique ».

## Récompenses et distinctions
Laura Boldrini est décorée, en 1999, de la médaille officielle de la Commission nationale pour la parité et l'égalité des droits, puis est faite chevalier de l'ordre du Mérite de la République italienne en 2004. En 2006, elle reçoit le Prix Consorte del Presidente della Repubblica.
L'année 2009 est celle d'une double récompense puisqu'elle obtient un prix du Conseil national de l'Ordre des journalistes pour sa carrière d'attachée de presse, avant d'être nommée « Italienne de l'année » par l'hebdomadaire Famiglia Cristiana « pour son engagement sans faille, avec humanité et équilibre, au profit des migrants, des réfugiés et des demandeurs d'asile ».

## Ouvrages
- Tutti indietro, Milan, Rizzoli, 2010  (ISBN 9788817039901).
- Solo le montagne non si incontrano mai. Storia di Murayo e dei suoi due padri, Milano, Rizzoli, 2013  (ISBN 9788858643471).

## Films
- Je vous salue salope: la misogynie au temps du numérique[12], Documentaire, La Ruelle Films[13], Canada, 2022. Réal. Léa Clermont-Dion, Guylaine Maroist[14]. [Backlash: Misogyny in the Digital Age - Eng].